# Ишкин (село)
Ишкин (тув. Ишкин), Хор-Тайга — село в Сут-Хольского кожууне Республики Тыва. Административный центр и единственный населённый пункт Ишкинского сумона. Население 1129 человек (2007), 1077 (2014).

## География
Село находится у р. Алды-Ишкин.
Уличная сеть
ул. Ишкин, ул. Лопсан-Дондуп, ул. Мурзууна, ул. Шык
К селу административно относятся местечки (населённые пункты без статуса поселения): м. Алаак, м. Алдыы-Кургол, м. Алдыы-Соор, м. Алдыы-Узун-Ой, м. Алдыы-Шивилиг, м. Бел-Орук, м. Белдреш, м. Ишкин бажы, м. Ишкин-Бажы, м. Кок-Эл, м. Кужур, м. Кур-Шеле, м. Оргу, м. Оргу-Баары, м. Сайыр, м. Соорлар, м. Талдыг-Чул, м. Узук, м. Устуу-Ишкин-Аксы, м. Устуу-Каргал, м. Устуу-Соор, м. Устуу-Узун-Ой, м. Чангыс-Шиви, м. Шеле, м. Шом-Шум, м. Шынаа
Географическое положение

климат
Ишкин, как и весь Сут-Хольский кожуун, приравнен к районам Крайнего Севера.

## Население
| 2002  | 2010  | 2011  | 2012  | 2013  | 2014  | 2015  |
| ----- | ----- | ----- | ----- | ----- | ----- | ----- |
| 917   | ↗1064 | ↘1062 | ↗1077 | ↗1084 | ↗1104 | ↗1114 |
| 2016  | 2017  | 2018  | 2019  | 2020  | 2021  |       |
| ↘1109 | ↘1108 | ↗1110 | ↗1119 | ↗1122 | ↘1099 |       |

## Известные жители
22 марта 1943 года в местечке Хор-Тайга Сут-Хольского хошуна Тувинской Народной Республики родился Куулар Шомаадыр Дойлуевич, тувинский — прозаик, журналист.
Маржымал Очурович Ондар — отличник Народного образования, заслуженный работник культуры Тувинской АССР, Народный хоомейжи Республики Тыва.

## Инфраструктура
отделение почтовой связи Ишкин (ул. Ишкин, 69)
образование
МБОУ Хор-Тайгинская СОШ (ул. Мурзууна, 69)
МБДОУ «Хунчугеш»
сельское хозяйство
Разведение овец и коз: ГУП РТ «ИШКИН», СХК «СОРУНЗАЛЫГ», СХК ЧООРГАННЫГ, СХК ДОШКА
культура
сельский дом культуры «Дыртык Монгуш»
административная деятельность
Администрация села Ишкин
Администрация Ишкинского сумона

## Транспорт
Поселковые дороги. Построен в 2010-х годах новый армейский мост через небольшую, но бурную реку Ак. Раньше старый деревянный переезд из-за проблем в народе называли «чертовым мостом».